# 伊萨克 (多尔多涅省)
伊萨克（法語：Issac，法語發音：[isak]）是法国多尔多涅省的一个市镇，属于佩里格区。

## 地理
伊萨克（45°0'56"N, 0°27'4"E）面积23.32 平方千米，位于法国新阿基坦大区多爾多涅省，该省份为法国西南部内陆省份，是法國本土面积第三大的省，大致对应佩里戈尔地区，北起顺时针与夏朗德省、上维埃纳省、科雷兹省、洛特省、洛特-加龙省、吉倫特省和滨海夏朗德省接壤。
与伊萨克接壤的市镇（或旧市镇、城区）包括：圣塞韦兰代斯蒂萨克、贝莱马、布尔尼亚克、埃格利斯讷沃-迪萨克、苏尔扎克、圣让代斯蒂萨克、圣伊莱尔代斯蒂萨克。

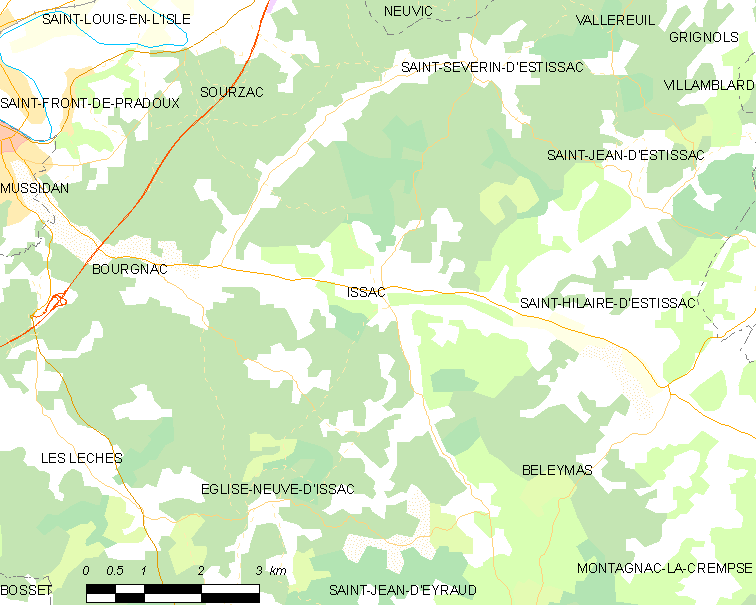
的OSM定位图

伊萨克的时区为UTC+01:00、UTC+02:00（夏令时）。

## 行政
伊萨克的邮政编码为24400，INSEE市镇编码为24211。

## 政治
伊萨克所属的省级选区为中佩里戈尔县。

## 人口

1962-2008年间人口变化图示

伊萨克于2022年1月1日时的人口数量为437人。